# Pierre Louis Omer Charlet

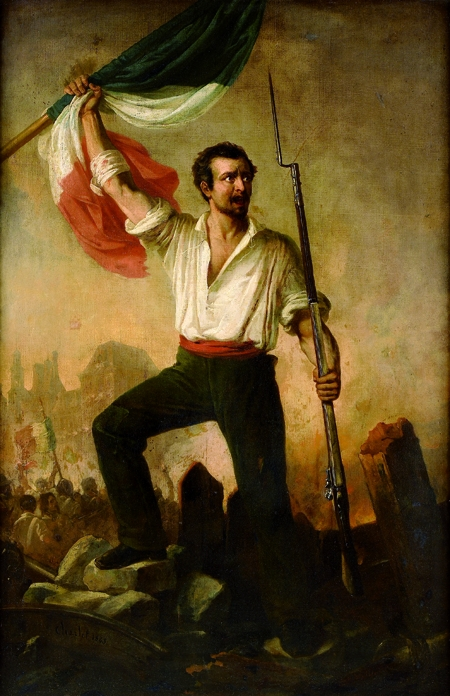
Ein junger Republikaner
auf der Barrikade 1848

Pierre Louis Omer Charlet (* 2. Januar 1809 auf der Île d’Oléron; † 3. Februar 1882 in Paris) war ein französischer Genre-, Allegorien-, Kirchen- und Historienmaler.
Charlet studierte ab 1833 an  der École des beaux-arts de Paris bei Jean-Auguste-Dominique Ingres   und Antoine-Jean Gros.
Er nahm ab 1835 am Salon de Paris teil, ab 1841 unter dem Doppelnamen Omer-Charlet.
Viele seiner Gemälde befinden sich in den Kirchen seiner Heimatinsel Oléron.